# Julian Halwachs
Julian Halwachs (Austria, 25 de enero de 2003) es un futbolista austríaco que juega de centrocampista en el ASK Voitsberg de la 2. Liga.

## Estadísticas

### Clubes
Actualizado al último partido disputado el 2 de noviembre de 2024.
| Club                      | Div.          | Temporada     | Liga  | Liga  | Copas nacionales | Copas nacionales | Copas internacionales | Copas internacionales | Total | Total |
| Club                      | Div.          | Temporada     | Part. | Goles | Part.            | Goles            | Part.                 | Goles                 | Part. | Goles |
| ------------------------- | ------------- | ------------- | ----- | ----- | ---------------- | ---------------- | --------------------- | --------------------- | ----- | ----- |
| F. C. Liefering · Austria | 2.ª           | 2021-22       | 9     | 1     | —                | —                | —                     | —                     | 9     | 1     |
| F. C. Liefering · Austria | 2.ª           | 2022-23       | 7     | 0     | —                | —                | —                     | —                     | 7     | 0     |
| F. C. Liefering · Austria | Total club    | Total club    | 16    | 1     | 0                | 0                | 0                     | 0                     | 16    | 1     |
| TSV Hartberg · Austria    | 1.ª           | 2023-24       | 20    | 0     | 1                | 0                | —                     | —                     | 21    | 0     |
| TSV Hartberg · Austria    | Total club    | Total club    | 20    | 0     | 1                | 0                | 0                     | 0                     | 21    | 0     |
| ASK Voitsberg · Austria   | 2.ª           | 2024-25       | 7     | 1     | 1                | 0                | —                     | —                     | 8     | 1     |
| ASK Voitsberg · Austria   | Total club    | Total club    | 7     | 1     | 1                | 0                | 0                     | 0                     | 8     | 1     |
| Total carrera             | Total carrera | Total carrera | 43    | 2     | 2                | 0                | 0                     | 0                     | 45    | 2     |